# Дарлос (Сибињ)
Дарлос (рум. Dârlos) насеље је у Румунији у округу Сибињ у општини Дарлос. Oпштина се налази на надморској висини од 294 m.

## Историја
Према државном шематизму православног клира Угарске 1846. године у месту Дарлос је живело 186 породица. Православни парох је био тада поп Јован Поповић.

## Становништво
Према подацима из 2002. године у насељу је живело 3262 становника.

### Попис2002.
| Расподела становништва по националности 2002.‍ | Расподела становништва по националности 2002.‍ | Расподела становништва по националности 2002.‍ | Расподела становништва по националности 2002.‍ | Расподела становништва по националности 2002.‍ |
| --------------------------------------------- | --------------------------------------------- | --------------------------------------------- | --------------------------------------------- | --------------------------------------------- |
|                                               |                                               |                                               |                                               |                                               |
| Румуни                                        | Румуни                                        |                                               | 2.620                                         | 80,4%                                         |
| Мађари                                        | Мађари                                        |                                               | 74                                            | 2,3%                                          |
| Роми                                          | Роми                                          |                                               | 532                                           | 16,3%                                         |
| Немци                                         | Немци                                         |                                               | 34                                            | 1,0%                                          |

### Хронологија
| Година       | 1992 | 1993 | 1994 | 1995 | 1996 | 1997 | 1998 | 1999 | 2000 | 2001 | 2002 | 2003 | 2004 | 2005 | 2006 | 2007 | 2008 | 2009 | 2010 | 2011 | 2012 | 2013 | 2014 | 2015 | 2016 | 2017 |
| ------------ | ---- | ---- | ---- | ---- | ---- | ---- | ---- | ---- | ---- | ---- | ---- | ---- | ---- | ---- | ---- | ---- | ---- | ---- | ---- | ---- | ---- | ---- | ---- | ---- | ---- | ---- |
| Становништво | 3446 | 3406 | 3369 | 3344 | 3340 | 3363 | 3370 | 3378 | 3393 | 3417 | 3459 | 3492 | 3578 | 3582 | 3581 | 3578 | 3584 | 3577 | 3582 | 3573 | 3570 | 3571 | 3554 | 3557 | 3554 | 3541 |